# اولیویه هوسنو
اولیویه هوسنو (فرانسوی: Olivier Hussenot‎؛ ‏ ۱۰ سپتامبر ۱۹۱۳ – ۲۵ اوت ۱۹۷۸) بازیگر اهل فرانسه بود. وی بین سال‌های ۱۹۳۱ تا ۱۹۷۸ میلادی فعالیت می‌کرد.
از فیلم‌هایی که وی در آن نقش داشته‌است، می‌توان به آتول کا، فانفان لا تولیپ و مانورهای بزرگ اشاره کرد.